# Agnes Carlsson
Pour les articles homonymes, voir Agnès et Carlsson.
 (décembre 2009).
Si vous disposez d'ouvrages ou d'articles de référence ou si vous connaissez des sites web de qualité traitant du thème abordé ici, merci de compléter l'article en donnant les références utiles à sa vérifiabilité et en les liant à la section « Notes et références ».
Agnes Emilia Carlsson (née le 6 mars 1988 à Vänersborg), plus couramment désignée sous le nom d'Agnes, est une chanteuse suédoise de pop et dance, gagnante de la deuxième saison de l'émission Idol (équivalent suédois de La Nouvelle Star). Après cette victoire, elle signe un contrat avec Sony Music et sort son premier album, Agnes et suivi de Stronger qui arrive au Top des 60 meilleurs albums. En début d'année 2008, Agnes quitte son label en raison de divergences d'opinion, et signe un contrat avec un label indépendant, Roxy Records. Le 28 octobre 2008, son troisième album Dance Love Pop sort et arrive 5e en Suède, 70e en Australie, 38e en France, 45e aux Pays-Bas, 112e en Angleterre et 52e aux États-Unis. Ses singles On & On et Release Me deviennent des hits internationaux et arrivent tous les deux au Top 10 mondial. Release Me prend place dans le Top du Hot Dance Club Songs et arrive 5e en Angleterre. Ce single se vend à près de 900 000 exemplaires dans le monde. Agnes vent 108 000 albums en Suède et 160 000 albums en France. Elle déclare être fan de Stevie Wonder, Leona Lewis, Janet Jackson, Whitney Houston et Madonna, qui sont ses sources d'inspirations.

## Biographie

### Idol2005

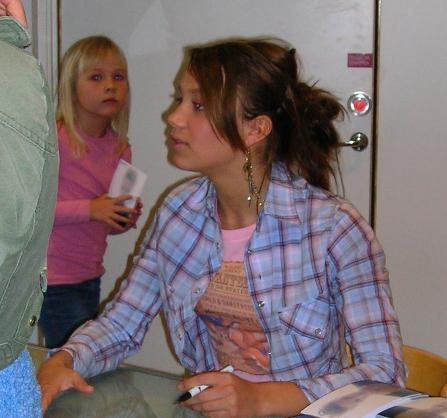
Agnes Carlsson à une séance d'autographes après sa victoire à l'émission Idol.

Agnes remporte en 2005 la 2e saison de l'émission Idol, équivalent suédois de la Nouvelle Star. Elle passe l'audition à l'âge de 17 ans et réussit chaque tour jusqu'à la finale où elle gagne grâce au vote du public, face à Sebastian Karlsson, avec 57 % des voix.

#### Liste des performances (Idol2005)
- Göteborg Auditions : Varje Gång Jag Ser Dig de Lisa Nilsson
- Demi-Finales : Together Again de Janet Jackson
- Wildcards : Små Rum de Lisa Nilsson
- Top 11 : My Everything de Jennifer Brown
- Top 10 : I'm So Excited par The Pointer Sisters
- Top 9 : Himlen Runt Hörnet de Lisa Nilsson
- Top 8 : I'm Outta Love de Anastacia
- Top 7 : Young Hearts Run Free de Candi Staton
- Top 6 : Can't Take My Eyes Off You de The Four Seasons
- Top 5 : Sk8er Boi d'Avril Lavigne
- Top 5 : Wonderwall de Oasis
- Top 4 : Heaven de Bryan Adams
- Top 4 : The Trouble with Love Is de Kelly Clarkson
- Top 3 : Beautiful de Christina Aguilera
- Top 3 : Flashdance...What a Feeling de Irene Cara
- Top 2 Grande Finale : My Everything de Jennifer Brown
- Top 2 Grande Finale : This Is It de Melba Moore
- Top 2 Grande Finale : Right Here, Right Now (My Heart Belongs to You) de Agnes Carlsson — Déclarée vainqueur de la seconde Idol suédoise

### Carrière musicale

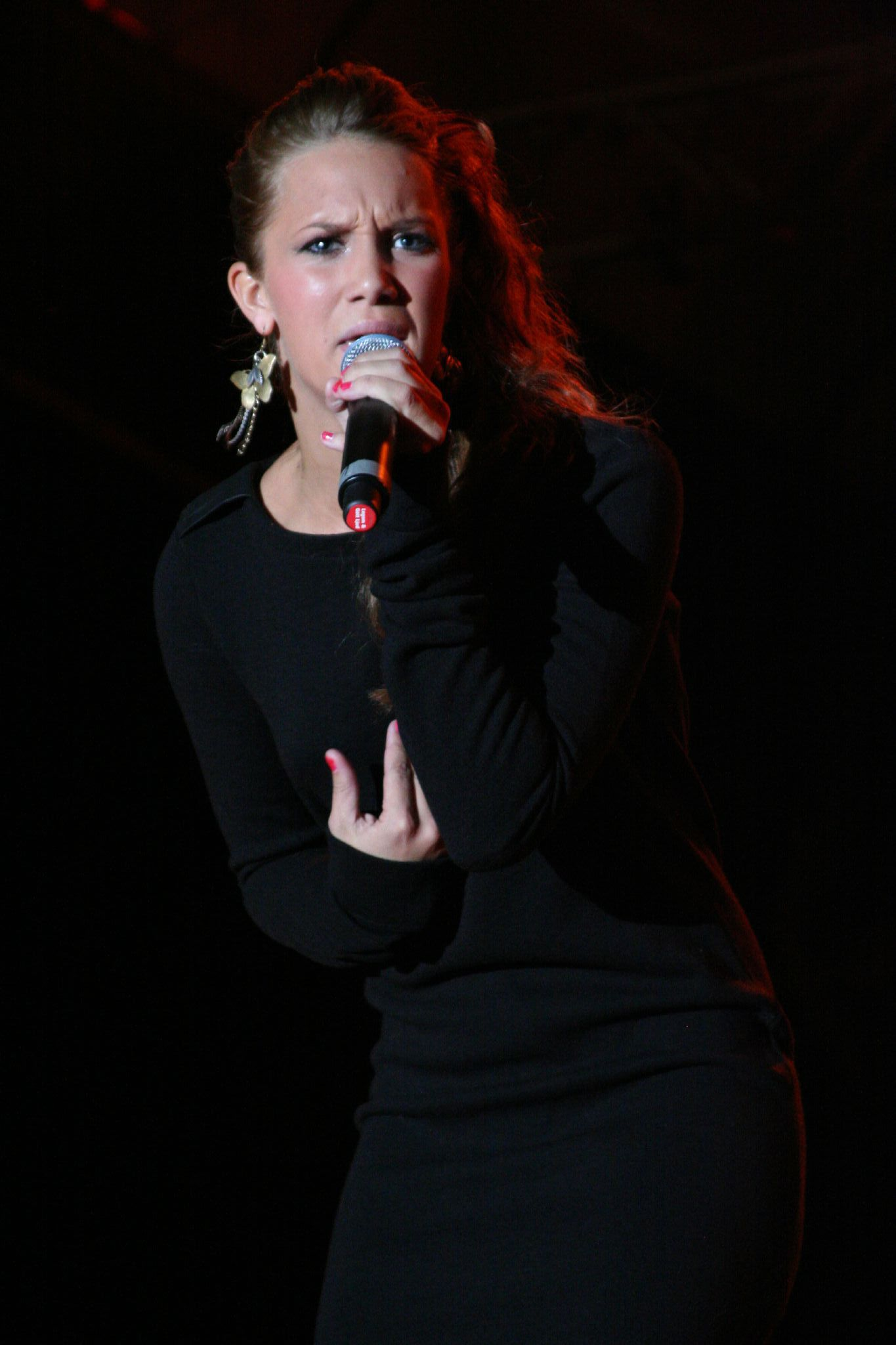
Agnes en 2006.

#### Agnes: le succès commercial
Immédiatement après sa victoire, Agnes Carlsson signe un contrat avec Sony BMG et sort son 1er single, Right Here, Right Now, qui prend la tête du hit-parade suédois dès la première semaine suivant sa sortie, et reste six semaines à la 1re place. L'album Agnes sort ensuite rapidement et se classe également no 1 du hit-parade suédois. En mars 2006, Agnes sort un second single, Stranded, qui est un échec commercial, se classant uniquement 27e du hit-parade suédois. L'album Agnes est certifié disque de platine en Suède.

#### Stronger: une popularité confirmée
Le 22 août 2006, seulement huit mois après avoir gagné l'émission Idol, le 3e single d'Agnes, Kick Back Relax, est diffusé à la télévision pour la première fois. Il sort le 7 septembre 2006 et se classe 2e des ventes de single en Suède durant deux semaines. Son second album, Stronger, sort le 11 octobre 2006 en Suède, et se classe 1er dès la semaine de sa sortie avant de chuter à la 12e position la semaine suivante. La chanson Love Is All Around, issue de cet album, a été reprise depuis de nombreuses fois, avec notamment la version de Ricki-Lee Coulter, qui se classe 5e des ventes en Australie.
Agnes sort ensuite un deuxième single tiré de cet album, Champion, qui se classe 19e des ventes en Suède. Début 2007, elle débute sa seconde tournée nationale, Stronger Tour. Enfin, fin 2007, elle se joint à Måns Zelmerlöw, ancien candidat de l'émission Idol lui aussi, pour promouvoir la chaîne de magasins MQ, à l'aide d'un duo, reprise d'un des plus grands tubes de la chanteuse américaine Mariah Carey : All I Want for Christmas Is You. Leur reprise se classe 3e du hit-parade suédois, et est certifiée disque d'or.

#### Dance Love Pop: le départ de chez Sony BMG

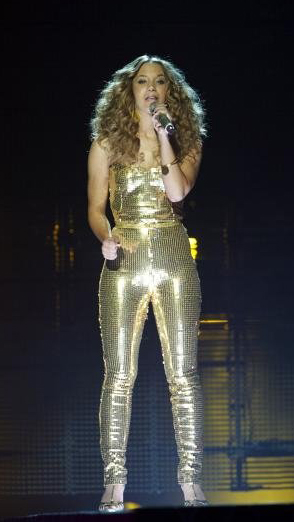
Agnes interprétant Love Love Love au Melodifestivalen 2009.

Début 2008, Agnes Carlsson quitte le label Sony BMG. Elle signe alors rapidement auprès du label suédois Roxy, et le 11 août 2008, On and On, le 5e single de sa carrière, est disponible au téléchargement. Plutôt dance et électro, ce titre marque le changement d'orientation musicale d'Agnes par rapport à ses deux précédents albums, plutôt pop et RnB. On and On se classe 8e du hit-parade suédois durant quatre semaines.
Le 13 septembre, Kaj Kindvall, présentateur de l'émission de radio Tracks, annonce que le titre du 3e album d'Agnes serait Dance Love Pop. L'album sort le 28 octobre et débute à la 5e position du hit-parade suédois. L'album se vend à plus de 10 000 exemplaires la semaine suivant sa sortie[réf. nécessaire]. Release Me, le second single de l'album sort le 14 novembre et se classe 9e des ventes suédoises de singles.
Le 14 octobre 2008, on annonce qu'Agnes va concourir au Melodifestivalen 2009. Elle accède à la finale le 28 février 2009, où elle interprète Love Love Love. Elle termine néanmoins à la 8e place avec 40 points, loin derrière Malena Ernman, Caroline af Ugglas ou encore EMD, respectivement 1er, 2d et 3e du concours. Le même jour, le single Love Love Love sort en Suède où il se classe 4e des ventes physiques, et 1er des ventes sur iTunes Suède.
Le 1er avril, une édition deluxe de Dance Love Pop est lancée dans le marché : il s'agit de Dance Love Pop: Love Love Love Edition. Elle contient le single Love Love Love (absent de l'édition standard), des remix et les clips vidéo des singles On and On et Release Me. Dance Love Pop fait alors son retour dans le hit-parade suédois où il se classe cette fois-ci 12e.

#### 2009 à 2011: le succès international

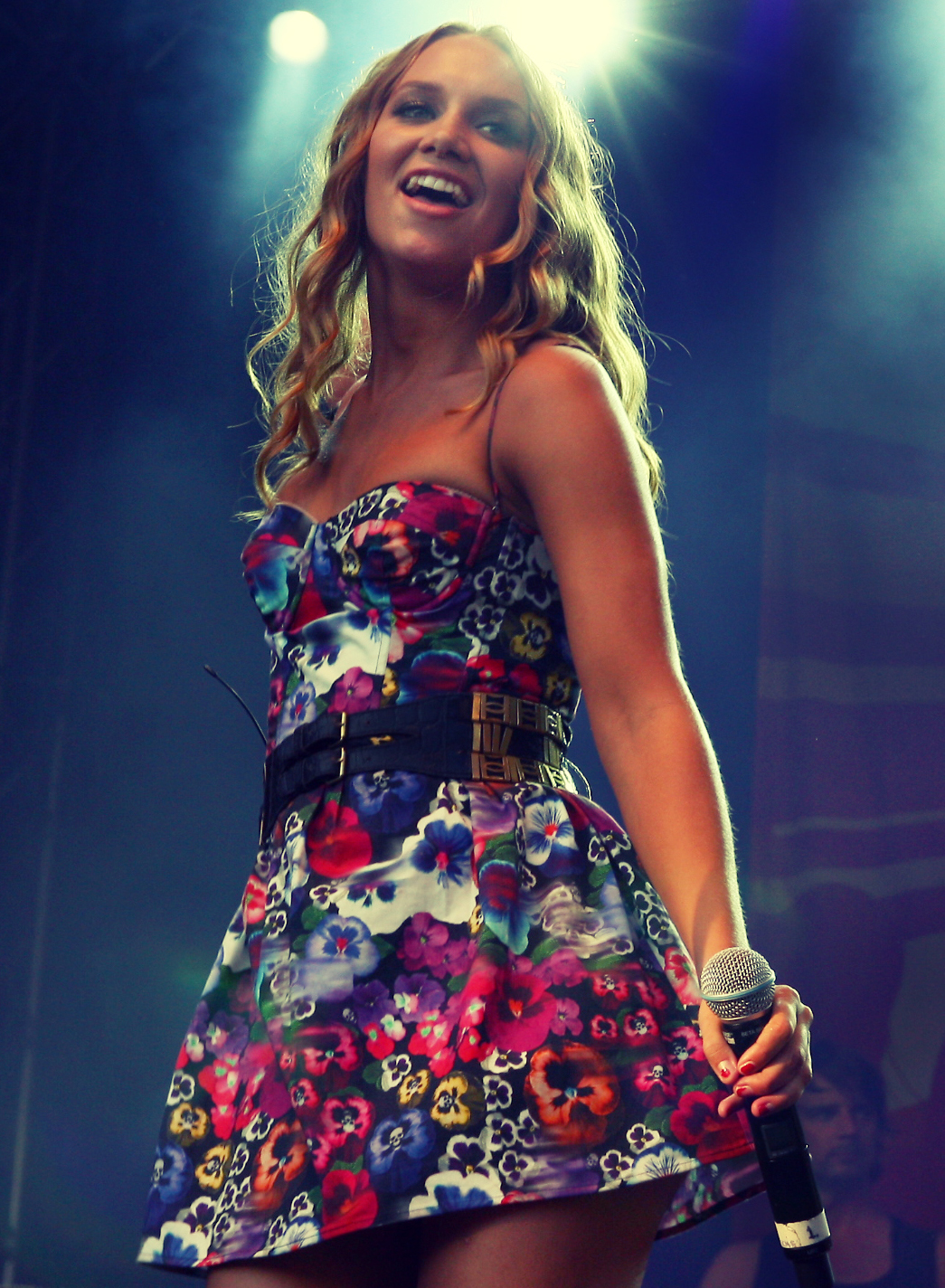
Agnes au Rix Fm Festival, à Kalmar en Suède, en 2009.

En janvier 2009, la maison de disques d'Agnes, Roxy Recordings, annonce la sortie internationale du single Release Me. Le single sort tout d'abord au Danemark où il se classe 6e des ventes, avant de connaître le succès en Communauté flamande ainsi qu'en Communauté française de Belgique où il se classe respectivement 7e et 6e.
Le 23 avril, Agnes entame sa troisième tournée en Suède, le Dance Love Pop Tour.
Le 31 mai 2009, Release Me sort au Royaume-Uni où il connaît un réel succès, se classant 3e des ventes en se vendant à un total de plus de 385 000 exemplaires. Le single est certifié disque d'argent huit semaines après sa sortie.
Durant l'été 2009, le single, énormément diffusé par les radios européennes, parvient à se hisser dans le top 10 de nombreux pays européens, avec notamment la 7e place des ventes en France. Le titre est alors qualifié de « tube de l'été ».
Agnes tente alors de conquérir les États-Unis avec Release Me. C'est un succès dans les discothèques, et le titre se classe en tête des titres les plus joués dans les clubs. Cependant, le titre ne parvient pas à se classer dans le fameux Billboard Hot 100.
Après le succès de Release Me, Agnes sort un autre single international à la rentrée 2009, On and On. Le single connaît un succès mitigé, se classant tout de même 8e des ventes en Communauté flamande, mais échouant à se classer dans le top 10 d'autres pays. On and On sera également choisi plus tard comme 3e single de l'album au Royaume-Uni. L'album Dance Love Pop sort à la rentrée dans la plupart des pays européens, mais n'obtient qu'un maigre succès, se classant notamment 14e en Pologne et 38e en France. L'album finit tout de même par être écoulé à plus de 200 000 exemplaires.
Au Royaume-Uni, c'est le titre I Need You Now qui est choisi par la maison de disques d'Agnes pour succéder à Release Me dans le hit-parade. Cependant, le single est un échec et ne se classe que 40e des ventes, ce qui retarde la sortie de l'album dans le pays.
En février 2010, Agnes annonce que le troisième single en France s'appelle Sometimes I Forget. Pour le marché français, elle ré-enregistre les paroles afin de proposer des couplets et refrains en français. Cela lui permet d'entrer dans les 40 % de chansons francophones diffusées à la radio.
Le 15 octobre 2009,Agnes présente son album à Lille pour un concert privé organisé par NRJ, une NRJ Session qui réunit près de 400 personnes pour son premier concert français. Elle interprète ses tubes avant de recevoir quelques fans chanceux pour une séance de dédicace et de photos.
Agnes est également nommée aux NRJ Music Awards 2010 dans la catégorie Révélation internationale de l'année.

#### Depuis 2011:Veritas

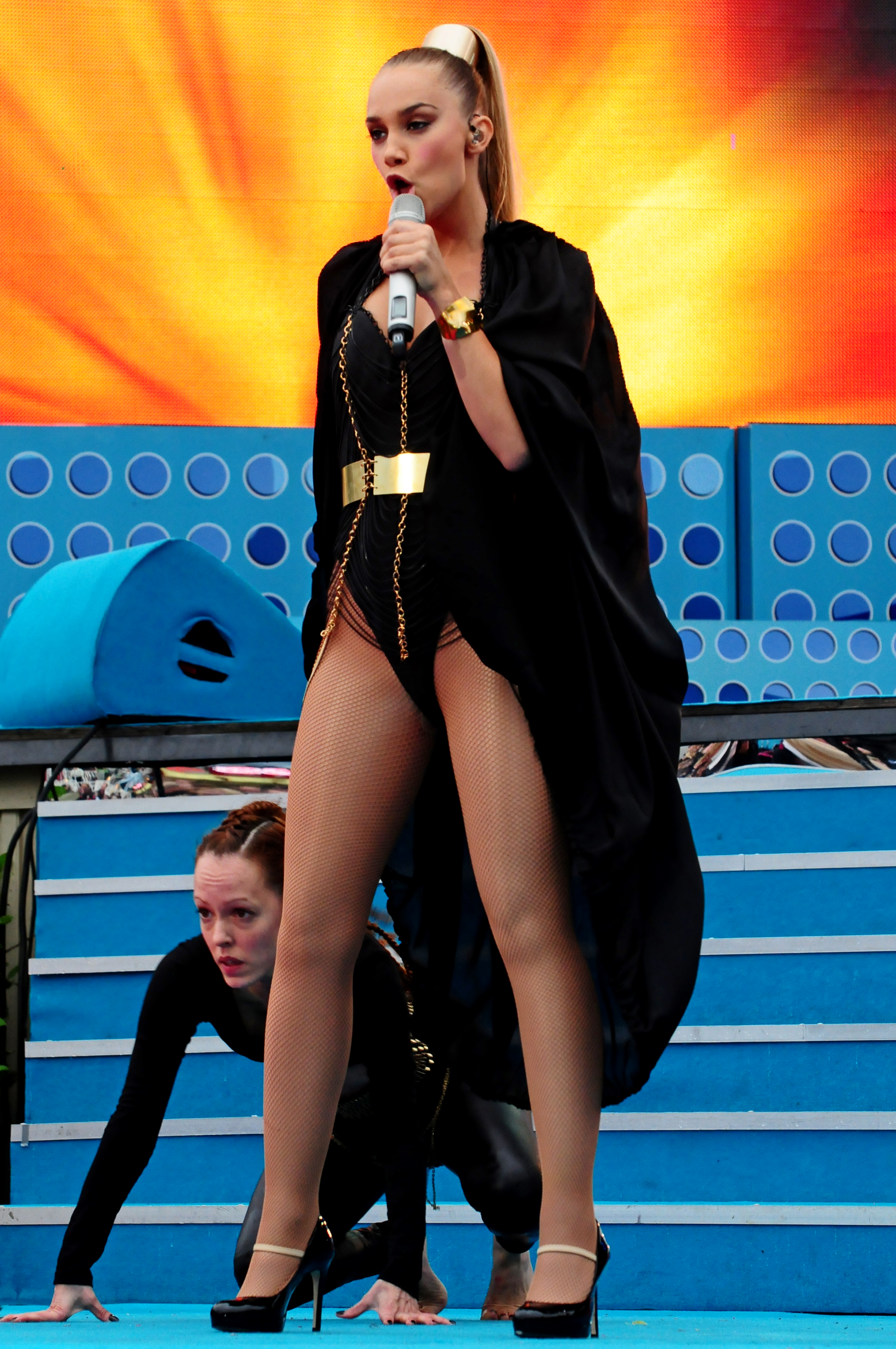
Agnes en 2012.

Son nouveau single, Don't Go Break My Heart, est présenté le 5 août 2011 lors la finale de M. Gay Suède. Le titre, d’abord annoncé comme le premier extrait d’un nouvel album, ne fait finalement office que de single promotionnel.
One Last Time, une ballade pop, annonce la sortie imminente d'un nouvel album studio. Agnes part aux États-Unis en juin 2012 pour enregistrer de nouvelles chansons. Son nouvel album Veritas sort le 5 septembre en Suède et Agnes annonce qu'il sortira par la suite dans plusieurs pays en Europe ainsi qu'aux États-Unis. Le deuxième single All I Want Is You n'a pas eu le succès escompté dans les charts européens.
Agnes apparaît comme « Swedish Pop Voices » lors de la deuxième demi-finale du Concours Eurovision de la chanson 2013 à Malmö le 16 mai.
À la fin de l'année 2013, invitée de Så mycket bättre, une célèbre émission suédoise, elle y interprète six reprises de chansons célèbres.

#### Depuis 2019: le retour
Agnes Carlsson est de retour fin 2019 avec deux nouveaux singles, Limelight et I Trance. Le 25 octobre sort l'EP Nothing Can Compare, porté par un nouveau single du même nom. Elle annonce ensuite la sortie d'un nouvel album[réf. souhaitée] pour la fin de l'année 2020.
Entre-temps, elle participe également au dernier album d'Avicii, en posant sa voix sur le titre Tough Love.
Le 7 février 2020, Agnes sort le titre Goodlife et annonce que son album sera finalement publié au début de l'année 2021.
Fingers Crossed, annoncé comme premier extrait du futur album, sort le 21 août 2020. Le single connaît un certain succès en Suède où il est certifié single de platine.
En 2021 sortent les singles 24 Hours et Here Comes the Night, tous deux extraits de l’album Magic Still Exists qui sort en digital le 22 octobre.

## Discographie

### Albums
| Année | Titre              | Classements            | Classements            | Classements            | Classements          | Classements         | Classements          | Classements           | Classements           | Classements            | Classements         | Estimations pour le monde |
| ----- | ------------------ | ---------------------- | ---------------------- | ---------------------- | -------------------- | ------------------- | -------------------- | --------------------- | --------------------- | ---------------------- | ------------------- | ------------------------- |
|       |                    | Drapeau des États-Unis | Drapeau du Royaume-Uni | Drapeau de l'Allemagne | Drapeau de la Suisse | Drapeau de la Suède | Drapeau de la France | Drapeau de la Pologne | Drapeau de l'Autriche | Drapeau de l'Australie | Drapeau de l'Italie |                           |
| 2005  | Agnes              | -                      | -                      | -                      | -                    | 1                   | -                    | -                     | -                     | -                      | -                   | 90 000                    |
| 2006  | Stronger           | -                      | -                      | -                      | -                    | 1                   | -                    | -                     | -                     | -                      | -                   | 50 000                    |
| 2008  | Dance Love Pop     | -                      | 112                    | 68                     | 45                   | 5                   | 38                   | 25                    | 70                    | -                      | -                   | 200 000                   |
| 2012  | Veritas            | -                      | -                      | -                      | -                    | 3                   | -                    | -                     | -                     | -                      | -                   | 40 000                    |
| 2021  | Magic Still Exists | -                      | -                      | -                      | -                    | 7                   | -                    | -                     | -                     | -                      | -                   |                           |

### Singles
| Année | Single                              | Classement des ventes | Classement des ventes | Classement des ventes | Classement des ventes | Classement des ventes  | Classement des ventes  | Classement des ventes | Classement des ventes | Classement des ventes | Classement des ventes | Classement des ventes  | Classement des ventes | Classement des ventes | Classement des ventes | Classement des ventes  | Classement des ventes   | Classement des ventes | Classement des ventes | Classement des ventes | Classement des ventes | Classement des ventes | Album                    |
| Année | Single                              | Drapeau de la France  | (TL)                  | BEL/Fr                | BEL/Nl                | Drapeau du Royaume-Uni | Drapeau de l'Allemagne | Drapeau des Pays-Bas  | Drapeau de la Pologne | Drapeau de la Suède   | Drapeau de la Norvège | Drapeau de la Bulgarie | Drapeau de l'Irlande  | Drapeau de l'Italie   | (Dance)               | Drapeau de la Slovénie | Drapeau de la Slovaquie | Drapeau de la Russie  | Drapeau de Chypre     | Drapeau de Malte      | Drapeau de l'Estonie  | Europe                | Album                    |
| ----- | ----------------------------------- | --------------------- | --------------------- | --------------------- | --------------------- | ---------------------- | ---------------------- | --------------------- | --------------------- | --------------------- | --------------------- | ---------------------- | --------------------- | --------------------- | --------------------- | ---------------------- | ----------------------- | --------------------- | --------------------- | --------------------- | --------------------- | --------------------- | ------------------------ |
| 2005  | Right Here, Right Now               | —                     | —                     | —                     | —                     | —                      | —                      | —                     | —                     | 1                     | —                     | —                      | —                     | —                     | —                     | —                      | —                       | —                     | —                     | —                     | —                     | —                     | Agnes                    |
| 2006  | Stranded                            | —                     | —                     | —                     | —                     | —                      | —                      | —                     | —                     | 27                    | —                     | —                      | —                     | —                     | —                     | —                      | —                       | —                     | —                     | —                     | —                     | —                     | Agnes                    |
| 2006  | Kick Back Relax                     | —                     | —                     | —                     | —                     | —                      | —                      | —                     | —                     | 2                     | —                     | —                      | —                     | —                     | —                     | —                      | —                       | —                     | —                     | —                     | —                     | —                     | Stronger                 |
| 2006  | Champion                            | —                     | —                     | —                     | —                     | —                      | —                      | —                     | —                     | 19                    | —                     | —                      | —                     | —                     | —                     | —                      | —                       | —                     | —                     | —                     | —                     | 92                    | Stronger                 |
| 2008  | On and On                           | —                     | 14                    | 17                    | 8                     | 82                     | 41                     | 14                    | 13                    | 8                     | —                     | 24                     | —                     | —                     | 39                    | —                      | 65                      | —                     | 37                    | —                     | —                     | 83                    | Dance Love Pop           |
| 2008  | Release Me                          | 7                     | 11                    | 6                     | 7                     | 3                      | 5                      | 7                     | 11                    | 9                     | 6                     | 1                      | 10                    | 9                     | 1                     | 7                      | 2                       | 83                    | 5                     | —                     | —                     | 5                     | Dance Love Pop           |
| 2009  | Love Love Love                      | —                     | —                     | —                     | —                     | —                      | —                      | —                     | —                     | 4                     | —                     | —                      | —                     | —                     | —                     | —                      | —                       | —                     | —                     | —                     | —                     | 62                    | Dance Love Pop           |
| 2009  | I Need You Now                      | —                     | —                     | —                     | —                     | 40                     | —                      | —                     | 24                    | 8                     | —                     | —                      | —                     | —                     | —                     | 2                      | 52                      | —                     | 18                    | 29                    | 7                     | 167                   | Dance Love Pop           |
| 2010  | Sometimes I Forget                  | 10                    | —                     | —                     | —                     | —                      | —                      | —                     | —                     | —                     | —                     | —                      | —                     | —                     | —                     | —                      | —                       | —                     | —                     | —                     | —                     | —                     | Dance Love Pop           |
| 2010  | When You Tell the World You're Mine | -                     | —                     | —                     | —                     | —                      | —                      | —                     | —                     | 1                     | —                     | —                      | —                     | —                     | —                     | —                      | —                       | —                     | —                     | —                     | —                     | —                     |                          |
| 2011  | Don’t Go Breaking My Heart          |                       |                       |                       | 23                    |                        |                        |                       |                       |                       |                       |                        |                       |                       |                       |                        |                         |                       |                       |                       |                       |                       | Veritas                  |
| 2012  | One Last Time                       |                       |                       |                       | 72                    |                        |                        |                       |                       | 33                    |                       |                        |                       |                       |                       |                        |                         |                       |                       |                       |                       |                       | Veritas                  |
| 2012  | All I Want Is You                   |                       |                       |                       |                       |                        |                        |                       |                       | 9                     |                       |                        |                       |                       |                       |                        |                         |                       |                       |                       |                       |                       | Veritas                  |
| 2013  | Got Me Good                         |                       |                       |                       |                       |                        |                        |                       |                       | 53                    |                       |                        |                       |                       |                       |                        |                         |                       |                       |                       |                       |                       | Veritas                  |
| 2013  | Flowers                             |                       |                       |                       |                       |                        |                        |                       |                       | 12                    |                       |                        |                       |                       |                       |                        |                         |                       |                       |                       |                       |                       | Collection               |
| 2013  | Instant Repeater 99’                |                       |                       |                       |                       |                        |                        |                       |                       | 3                     |                       |                        |                       |                       |                       |                        |                         |                       |                       |                       |                       |                       | Collection               |
| 2019  | Limelight                           |                       |                       |                       |                       |                        |                        |                       |                       |                       |                       |                        |                       |                       |                       |                        |                         |                       |                       |                       |                       |                       | Nothing Can Compare (EP) |
| 2019  | I Trance                            |                       |                       |                       |                       |                        |                        |                       |                       |                       |                       |                        |                       |                       |                       |                        |                         |                       |                       |                       |                       |                       | Nothing Can Compare (EP) |
| 2019  | Nothing Can Compare                 |                       |                       |                       |                       |                        |                        |                       |                       |                       |                       |                        |                       |                       |                       |                        |                         |                       |                       |                       |                       |                       | Nothing Can Compare (EP) |
| 2020  | Goodlife                            |                       |                       |                       |                       |                        |                        |                       |                       |                       |                       |                        |                       |                       |                       |                        |                         |                       |                       |                       |                       |                       | Hors album               |
| 2020  | Fingers Crossed                     |                       |                       |                       |                       |                        |                        |                       |                       | 32                    |                       |                        |                       |                       |                       |                        |                         |                       |                       |                       |                       |                       | Magic Still Exists       |
| 2021  | 24 Hours                            |                       |                       |                       |                       |                        |                        |                       |                       |                       |                       |                        |                       |                       |                       |                        |                         |                       |                       |                       |                       |                       | Magic Still Exists       |
| 2021  | Here Comes the Night                |                       |                       |                       |                       |                        |                        |                       |                       |                       |                       |                        |                       |                       |                       |                        |                         |                       |                       |                       |                       |                       | Magic Still Exists       |
| 2022  | Love and Appreciation               |                       |                       |                       |                       |                        |                        |                       |                       |                       |                       |                        |                       |                       |                       |                        |                         |                       |                       |                       |                       |                       | Magic Still Exists       |
| 2025  | BALENCIAGA COVERED EYES             |                       |                       |                       |                       |                        |                        |                       |                       |                       |                       |                        |                       |                       |                       |                        |                         |                       |                       |                       |                       |                       |                          |

### Collaborations
- 2007 : All I Want for Christmas Is You (feat. Måns Zelmerlöw)
- 2019 : Tough Love sur l'album posthume TIM d'Avicii

### Tournées
- 2006: Agnes Live Tour
- 2007: Stronger Tour
- 2009: The Dance Love Pop Tour
- 2009: Clubland Live 3 Tour
- 2010: The U.S. Club Tour

## Récompenses et Nominations
- - Grammy Award

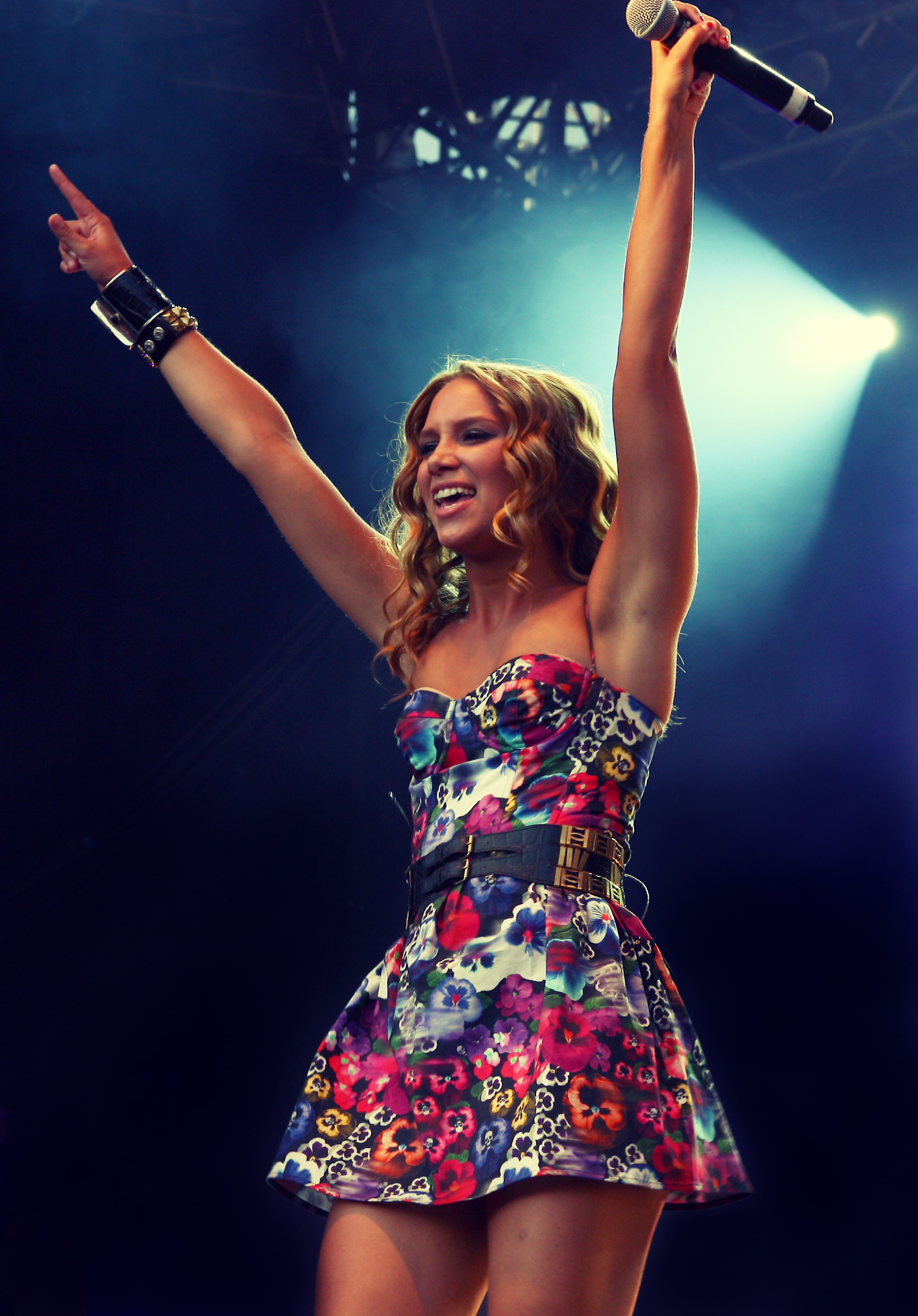
Agnes en concert en 2009.

- 2006 : Pour Right Here, Right Now ; Chanson de l'année : Nomination.
- 2009 : Pour son travail en tant que chanteuse ; Star Féminine Musicale de l'année : Nomination.
- 2009 : Pour son travail en tant que chanteuse ; Chanteuse de l'année : Nomination.
- 2010 : Pour Release Me ; Chanson de l'année : Nomination.	
  - MTV Europe Music Award
- 2009 : Pour son travail en tant que chanteuse ; Meilleure performance suédoise : Récompensée.
- 2009 : Pour son travail en tant que star européenne ; Meilleure Star Européenne : Nomination.
  - Kid's Choice Award
- 2006 : Elle-même ; Meilleure Artiste de l'année : Récompensée.
  - QX Award
- 2009 : Elle-même ; Artiste de l'année : Nomination.
- 2010 : Pour On & On ; Chanson de l'année : Nomination.
  - Music Publishers Association Award
- 2009 : Pour Release Me ; Chanson de l'année : Récompensée.
  - p. 3 Guld
- 2009 : Pour Release Me ; Chanson de l'année : Nomination.
  - Radio Regenbogen Awards
- 2010 : Elle-même ; Révélation Féminine Mondiale : Récompensée.
  - Rockbjörnen Awards
- 2010 : Elle-même ; Artiste de l'année : Récompensée.
  - NRJ Music Award
- 2010 : Elle-même ; Révélation internationale de l'année ; Nomination.
  - NewNowNext Awards
- 2010 : Elle-même ; Célébrité Féminine de l'année : Récompensée.